# Elephantomyia unicincta
Elephantomyia unicincta är en tvåvingeart som beskrevs av Alexander 1962. Elephantomyia unicincta ingår i släktet Elephantomyia och familjen småharkrankar.
Artens utbredningsområde är Bolivia. Inga underarter finns listade i Catalogue of Life.